# Institut national du patrimoine (France)
Pour les articles homonymes, voir Institut national du patrimoine et INP.
L’Institut national du patrimoine (Inp) est une grande école française créée en 1990. 
Établissement d'enseignement supérieur du ministère de la Culture, l’Institut national du patrimoine a pour mission le recrutement sur concours et la formation initiale des conservateurs du patrimoine de l’Etat, de la fonction publique territoriale et de la Ville de Paris ainsi que la sélection, également sur concours, et la formation de restaurateurs du patrimoine habilités à travailler sur les collections publiques. La formation dans un même établissement à ces deux métiers étroitement complémentaires est une originalité unique en Europe.
L’Inp propose également un très large éventail de formations permanentes pour les professionnels du patrimoine, français et étrangers. Avec plus de 100 sessions organisées partout en France, ces formations rassemblent près de 2 0000 participants par an.
Il est aussi un lieu de diffusion culturelle à travers des conférences et des colloques qui sont autant d’occasions de travailler avec d’autres institutions patrimoniales et universitaires, françaises et étrangères.
Enfin, l’Inp inscrit ses missions et ses actions dans un réseau de coopérations internationales, en envoyant ses élèves en stage à l’étranger, en recevant des stagiaires étrangers, et en exportant ses formations et son expertise.
Actuellement, la direction de l'établissement et le département des conservateurs sont installés dans la galerie Colbert à Paris et le département des restaurateurs à Aubervilliers sur le site de la manufacture des Allumettes.

## Historique
En 1977 est créé l'Institut français de restauration des œuvres d'art, chargé de la formation des élèves restaurateurs du patrimoine et placé sous la tutelle de la délégation aux Arts plastiques.
L'École du patrimoine voit le jour en 1986. C'est le département de formation initiale des conservateurs au sein de l'École du Louvre.
L'École nationale du patrimoine est créée par décret no 90-406 du 16 mai 1990. Établissement public, il est placé sous la tutelle du ministère chargé de la Culture et accompagne une importante réforme statutaire concernant le personnel de la conservation du patrimoine. Le décret no 90-404 du 16 mai 1990 a donné le cadre réglementaire à un nouveau corps, celui des conservateurs du patrimoine, regroupant plusieurs spécialités jusqu'alors séparées dans des corps différents de fonctionnaires, recrutés par concours distincts.
L'École nationale du patrimoine a reçu pour mission le recrutement des conservateurs du patrimoine de toutes spécialités et leur formation post recrutement. Cette mission s'est étendue, par conventions avec la ville de Paris, d'une part, et le Centre national de la fonction publique territoriale (CNFPT), d'autre part, au recrutement et à la formation des conservateurs du patrimoine de la ville de Paris et des conservateurs territoriaux du patrimoine.
L'Institut français de restauration des œuvres d'art, devenu Institut de formation des restaurateurs d’œuvres d'art, est rattaché à l'école nationale du patrimoine par arrêté du 4 janvier 1996.
Le décret no 2001-1236 du 21 décembre 2001 a donné à l'établissement sa nouvelle dénomination : Institut national du patrimoine (Inp).

## Statut et organisation
L'Institut national du patrimoine est un établissement public à caractère administratif, créé par le décret no 90-406 du 16 mai 1990. Il est organisé autour de deux départements pédagogiques, le département chargé de la formation des conservateurs du patrimoine et le département chargé de la formation des restaurateurs du patrimoine, et d'un secrétariat général.
L'Inp est doté d'un conseil d'administration et d'un conseil scientifique dont la composition reflète l'ensemble des activités de l'établissement. Ces deux instances comprennent des représentants des conservateurs du patrimoine et des restaurateurs du patrimoine (professionnels et élèves) ainsi que des enseignants de l'Inp. Le président du CNFPT est membre de droit du conseil d'administration de l'Inp.

### Liste des directeurs
- 1990-1999 : Jean-Pierre Bady.
- 1999-2008 : Geneviève Gallot.
- 2008-2014 : Éric Gross[2],[3].
- 2015-2018 : Philippe Barbat[4].
- depuis 2019 : Charles Personnaz[5]

## Le concours et la formation des conservateurs du patrimoine
Les conservateurs du patrimoine constituent un corps de la fonction publique de l'État, un cadre d'emplois de la fonction publique territoriale, et un corps de la ville de Paris de catégorie A+. Placés au sein ou à la tête d'institutions patrimoniales, les conservateurs du patrimoine ont pour mission d'étudier, de classer, de conserver, d'entretenir, d'enrichir, de mettre en valeur et de faire connaître le patrimoine. Ils en favorisent le partage avec les publics les plus larges. Ils participent et veillent à l'approfondissement de la recherche scientifique appliquée au patrimoine.
À l'égard des conservateurs territoriaux du patrimoine, l'Inp agit par délégation, pour le recrutement, du Centre national de la fonction publique territoriale et, pour la formation, de l'Institut national des études territoriales (INET).

### Le concours
Recrutés par l'Inp sur concours dans cinq spécialités — archéologie ; archives ; monuments historiques et inventaire ; musées ; patrimoine scientifique, technique et naturel — les élèves conservateurs suivent dans l'établissement une formation de 18 mois les préparant à leur futur métier. La formation est également ouverte aux élèves étrangers qui peuvent suivre tout ou partie des enseignements.
Les concours externes comportent trois épreuves écrites d'admissibilité — une dissertation générale, une épreuve spécialisée d’analyse et de commentaire de plusieurs documents et une épreuve de langue ancienne ou de langue vivante étrangère — et trois épreuves orales d'admission : une épreuve de spécialité professionnelle, une épreuve d’entretien avec le jury et une épreuve de langue vivante étrangère (autre que celle choisie à l’écrit).
Les concours internes comportent trois épreuves écrites d'admissibilité — une note établie à partir d’un dossier à caractère culturel, une épreuve spécialisée d’analyse et de commentaire de plusieurs documents et une épreuve de langue ancienne ou de langue vivante étrangère — et deux épreuves orales d'admission : une épreuve d'entretien avec le jury (épreuve de reconnaissance des acquis de l’expérience professionnelle) et une épreuve de langue vivante étrangère (autre que celle choisie à l’écrit).

### La classe préparatoire intégrée
À la rentrée 2010, est créée une classe préparatoire intégrée appelée aujourd'hui Prépa Talents destinée à assurer la diversité sociale du recrutement.
Ce dispositif d’aide à la préparation des concours est organisé en partenariat avec l’École du Louvre, l’École nationale des chartes et la Fondation Culture & Diversité, avec le soutien du ministère de la transformation et de la fonction publiques. Il relève du label Diversité obtenu par l’Institut national du patrimoine pour les années 2023 à 2026.
La classe préparatoire intégrée a pour objet d’aider les candidats à préparer les concours externes de conservateur du patrimoine en leur apportant un soutien pédagogique renforcé, un appui financier et la compétence de tuteurs. Elle peut accueillir un effectif de quinze étudiants maximum, toutes spécialités confondues.

### La formation
Les enseignements sont fondés en grande partie sur des études de cas et des rencontres avec les professionnels du patrimoine.
Depuis 2024, la formation intègre le tronc commun aux écoles de service public, piloté par l'institut national du service public,.
Les modules généraux communs à l’ensemble des élèves apportent les connaissances générales indispensables à l’exercice du métier de conservateur, tant dans sa dimension administrative que scientifique. Les modules d’enseignements de spécialité délivrent quant à eux les connaissances et les méthodes propres à chacune des spécialités : archéologie, archives, monuments historiques-inventaire, musée, patrimoine scientifique, technique et naturel. À ce cursus de formation professionnelle, s’ajoutent des séminaires thématiques et d’approfondissement qui viennent compléter les aspects abordés dans les modules d’enseignement.
Une place importante est dévolue à la poursuite des projets de recherche du conservateur stagiaire. 
La scolarité mobilise près de 300 intervenants issus des services patrimoniaux et administratifs de l'État, des collectivités locales, ainsi que des universitaires et des professionnels du secteurs privés.
La formation est complétée par quatre stages de nature et de durées différentes plaçant les élèves en situation professionnelle de façon à leur permettre de remplir les missions — conception, encadrement, gestion de projets — qui leur seront confiées dès leur entrée en fonction.

### Les promotions
Chaque promotion porte un nom choisi par les élèves :
- 1991 : Georges Bataille
- 1992 : Giorgio Vasari
- 1993 : Hubert Robert
- 1994 : Paracelse
- 1995 : Arcimboldo
- 1996 : Nicolas Appert
- 1997 : Marguerite Yourcenar
- 1998 : Charles Garnier
- 1999 : Héloïse et Abélard
- 2000 : Orphée-2000
- 2001 : Alexandra David-Néel
- 2002 : Hieronymus Bosch
- 2003 : Jacques Tati
- 2004 : Niki de Saint Phalle
- 2005 : Georges Méliès
- 2006 : Erik Satie
- 2007 : Saint-John Perse
- 2008 : Umberto Eco
- 2009 : Claude Lévi-Strauss
- 2010 : Henry Jones Jr.
- 2011 : Germaine Tillion
- 2012 : Rose Valland
- 2013 : Oscar Wilde
- 2014 : Louise Michel
- 2015 : Honoré Daumier
- 2016 : Joséphine Baker
- 2017 : Prosper Mérimée
- 2018 : Sarah Bernhardt
- 2019 : Hugo Pratt
- 2020 : Brigitte Lainé
- 2021 : Daniel Cordier
- 2022 : Michelle Perrot
- 2023 : Magdeleine Hours
- 2024 : Champollion
- 2025 : Rosa Bonheur

## L'admission et la formation des restaurateurs du patrimoine

### Les concours et procédures d'admission
Le concours d’admission en 1re année de master est ouvert aux étudiants titulaires du baccalauréat. Il comporte trois épreuves d’admissibilité — une épreuve d’analyse et commentaire d’illustrations, une épreuve de sciences et une épreuve de dessin académique (obligatoire pour la spécialité peinture) ou technique — et pour les élèves admissibles, trois épreuves d’admission — une épreuve d’habileté manuelle et de couleurs, une épreuve de copie et un oral.
La procédure d’admission directe en 2e, 3e ou 4e année est proposée aux candidats de moins de 35 ans, titulaires d’une licence et pouvant démontrer leurs acquis en matière de conservation-restauration. Elle comprend une épreuve d’admissibilité qui consiste en l’examen du dossier de candidature puis, pour les candidats admissibles, deux épreuves d’admission : un test d’habileté manuelle et de couleurs et un entretien avec le jury.

### Le programme «Égalité des chances»
Grâce au soutien de la Fondation Culture et diversité, le programme « Égalité des chances » vise à accompagner des étudiants issu des fomations de métiers d'art (DNMADE, BMA, certains CAP, Licence d'Art Plastique, Bac STD2A...) souhaitant s'orienter vers la restauration des métiers d'art issus de milieux modestes dans la préparation du concours de l'Inp. Pendant un atelier d'été de trois semaines et deux ateliers d'une semaine à l'automne et à l'hiver, les étudiants suivent des cours de remise à niveau en sciences et en histoire de l'art et participent à des visites de musées ainsi qu'à des rencontres avec des restaurateurs. À l'issue de ces ateliers, les candidats passent le concours de l'Inp sans quota ni voie parallèle d'accès.

### La formation
La formation des élèves restaurateurs se déroule sur cinq années. Elle recouvre sept spécialités : arts du feu, arts graphiques et livre, arts textiles, mobilier, peinture, photographie, sculpture.
Elle fait alterner enseignements de tronc commun, enseignements spécifiques à chaque spécialité et deux longues périodes de stage en milieu professionnel. Les élèves participent également à des chantiers-école de conservation préventive et de restauration.
La scolarité s'articule autour de matières telles que l'histoire de l'art, l'histoire de la restauration, la déontologie de la restauration, la conservation préventive, le droit du patrimoine, la physique, la chimie, la biologie, les sciences appliquées aux matériaux du patrimoine, la pratique de la restauration et les enseignements artistiques (dessin, modelage…).
La dernière année de formation est consacrée à un travail de recherche et de restauration dans la spécialité choisie. Ce travail donne lieu à la rédaction d'un mémoire.
Reconnu au grade de master, le diplôme de restaurateur du patrimoine confère l'habilitation à intervenir sur les collections des musées de France.

## Formation continue
L'Inp propose des stages de formation de un à cinq jours adaptés aux besoins des professionnels du patrimoine. En fonction des problématiques ou techniques abordées, les stages ont lieu à Paris (département des conservateurs), à Aubervilliers (département des restaurateurs) ou en région.
Il propose également des formations sur mesure en fonction des besoins spécifiques des établissements ou organismes publics et privés.

## Ressources documentaires
Les ressources documentaires de l’Institut national du patrimoine s’adressent aux professionnels du patrimoine et reflètent les enseignements dispensés aux élèves du master « restaurateurs du patrimoine » et aux élèves conservateurs du patrimoine. Le catalogue des fonds est accessible en ligne.

### La bibliothèque
Créée en 1978, la bibliothèque possède l’un des fonds les plus riches d’Europe dans le domaine de la conservation et de la restauration du patrimoine. Rattachée au département des restaurateurs, elle constitue une référence pour les élèves et personnels de l’Inp et les professionnels du patrimoine.
Les principaux thèmes couverts par les collections sont la conservation préventive, la restauration, l’histoire de l’art et les sciences et techniques des matériaux. Les fonds documentaires se développent également en fonction des sept domaines de spécialité du master : arts du feu, arts graphiques et livre, arts textiles, mobilier, peinture de chevalet et peinture murale, photographie et sculpture.

### Le centre de ressources documentaires
Le centre de ressources documentaires rassemble des collections à caractère international relatives à l’administration et la préservation des biens culturels, au recensement, l’acquisition, la gestion, la conservation et la mise en valeur de tous les patrimoines culturels.
Rattaché à la direction des études du département des conservateurs du patrimoine, il travaille en étroite collaboration avec les formations initiale et permanente. Il est un outil d’accompagnement pédagogique et assure la production de dossiers des formations et de nombreuses bibliographies spécialisées.

### La médiathèque numérique
La médiathèque numérique rassemble les ressources électroniques de l’Inp. Elle donne accès aux rapports de restauration et aux mémoires de fin d’études des élèves restaurateurs, qui constituent une documentation de premier ordre pour les professionnels du patrimoine ainsi que des retransmission de conférences sur le patrimoine, des bibliographies et dossiers de formation élaborés par la bibliothèque et le centre de ressources documentaires et les rapports de jury des concours de conservateurs et restaurateurs du patrimoine.